# أليسانو
أليسانو (بالإيطالية: Alessano)‏ هي بلدة وبلدية في مقاطعة ليتشي في إقليم بوليا في جنوب إيطاليا.

## السكان
في سنة 1861 بلغ عدد السكان 2٬893 نسمة، وتطور العدد ليصل في سنة 2011 لـ 6٬480 نسمة.
يظهر هذا المخطط البياني تطور النمو السكاني لـ أليسانو

## أعلام
- أنطونيو بيلو